# Arachosia sulfurea
Arachosia sulfurea là một loài nhện trong họ Anyphaenidae.
Loài này thuộc chi Arachosia. Arachosia sulfurea được Cândido Firmino de Mello-Leitão miêu tả năm 1922.